# Zatoka klinowo-ciemieniowa

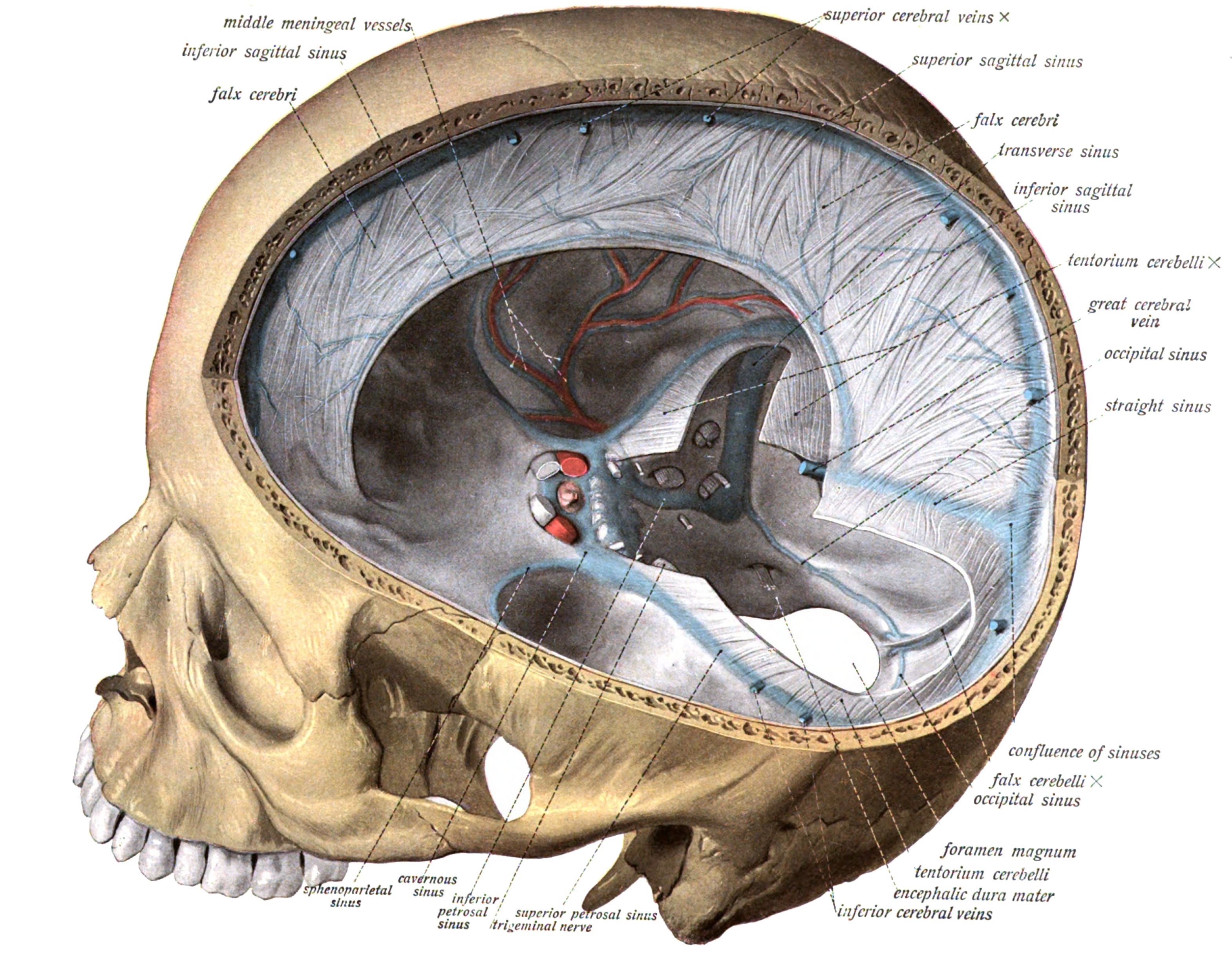
Zatoki opony twardej. Zatoka klinowo-ciemieniowa podpisana sphenoparietal sinus.

Zatoka klinowo-ciemieniowa (łac. sinus sphenoparietalis) – w anatomii człowieka parzysta zatoka opony twardej mózgowia, należąca do grupy dolnej (przednio-dolnej) zatok. Biegnie łukiem wzdłuż wolnego brzegu skrzydła mniejszego kości klinowej, kierując się w stronę przyśrodkową. Wpadają do niej żyły powierzchniowe półkul mózgu, żyły śródkościa, żyły oponowe, często także żyła środkowa powierzchowna mózgu. Odprowadza krew do zatoki jamistej, do której wpada pod wyrostkiem pochyłym przednim.  